# Uwe Ochsenknecht

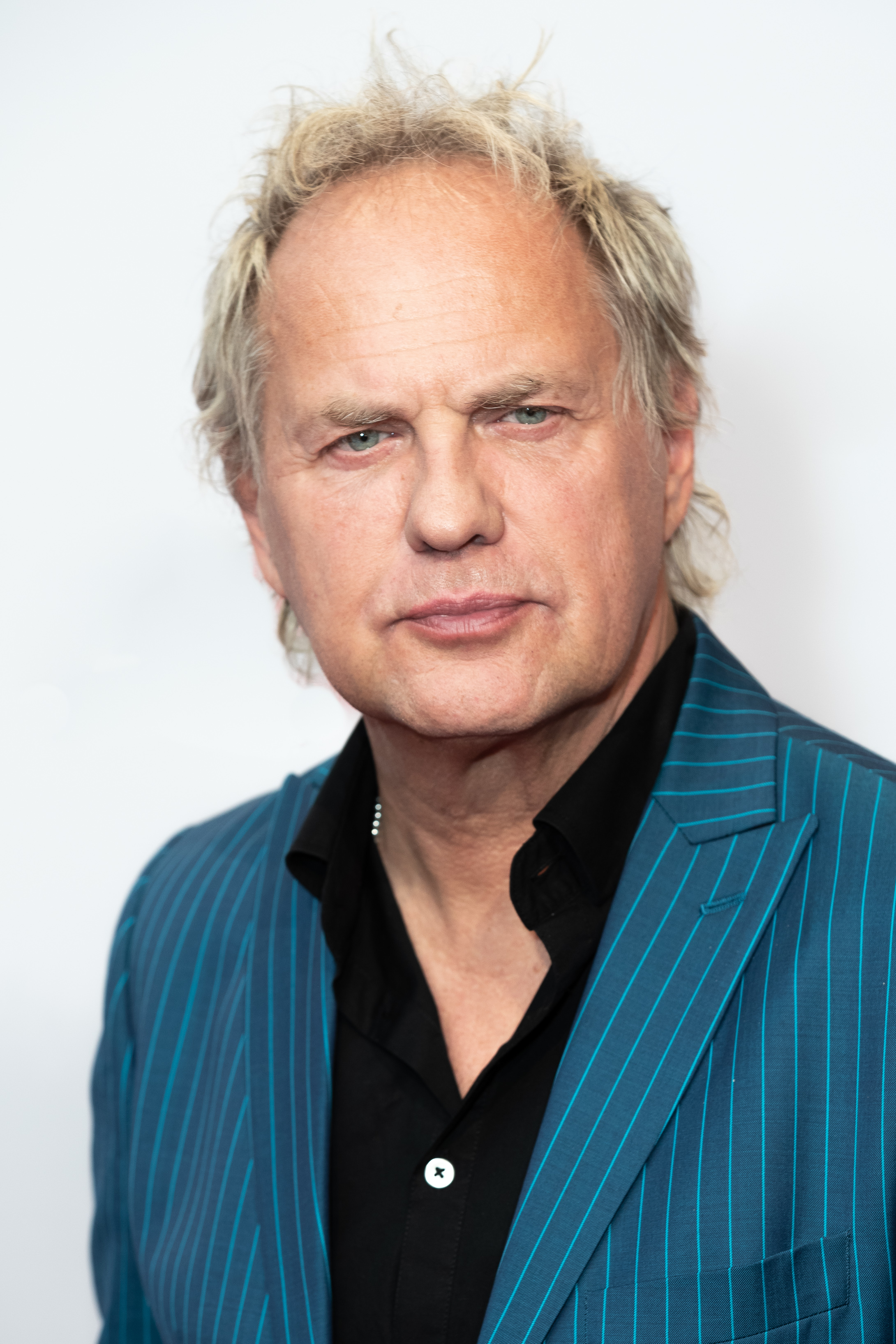
Uwe Ochsenknecht.

Uwe Ochsenknecht, född 7 januari 1956 i Biblis, Hessen, Västtyskland, är en tysk skådespelare.
På 1970-talet studerade han drama i Bochum och samtidigt började han få småroller i tyska TV-serier och filmer. Mer välbekant blev han 1981 som en av besättningsmedlemmarna i Wolfgang Petersens film Ubåten. 1985 spelade han en av huvudrollerna i Doris Dörries filmkomedi Karlar, vilket förärade honom Tyska filmpriset i kategorin bästa skådespelare. Ochsenknecht gjorde även en viktig roll som svindlare i satirfilmen Schtonk! 1991. Senare under 2000-talet har gjorde flera komediroller i filmer, men hade 2014 en större dramatisk roll som handikappad far i filmen Nena.

## Filmografi, urval
- 1981 – Ubåten
- 1985 – Glöm Mozart
- 1985 – Karlar
- 1989 – Pengar, pengar!
- 1990 – Bismarck (TV-serie)
- 1991 – Schtonk!
- 1993 – Kaspar Hauser
- 1994 – Felidae (röst)
- 2003 – Luther
- 2006 – Elementarpartiklarna
- 2014 – Nena
- 2016 – Ku'damm 56 (TV-serie)
- 2022 – Die Mucklas... und wie sie zu Pettersson und Findus kamen (röst)